# Леви, Лазар
Лаза́р Леви́ (в ряде источников Лазар-Леви, фр. Lazare-Lévy; 18 января 1882, Брюссель — 20 сентября 1964, Париж) — французский пианист, композитор и музыкальный педагог.
Окончил Парижскую консерваторию (1898) по классу фортепиано Луи Дьемера, учился также у Альбера Лавиньяка (гармония) и у Андре Жедальжа (контрапункт и фуга). В дальнейшем работал ассистентом в классе Дьемера и выступил, наряду с Виктором Стаубом, соавтором своего учителя по учебному пособию «Высшая школа фортепиано» (фр. Méthode supérieure de piano; 1907).
Уже ранними сольными выступлениями заслужил высокую оценку Камиля Сен-Санса. В двадцатилетнем возрасте дебютировал с Оркестром Колонна, исполнив фортепианный концерт Роберта Шумана. На протяжении дальнейшей карьеры широко концертировал по всей Европе, в СССР, Израиле и Японии. Выступал, в частности, с такими дирижёрами, как Габриэль Пьерне, Шарль Мюнш, Феликс Вайнгартнер и Димитрис Митропулос. Был первым исполнителем ряда произведений Дариуса Мийо и Мануэля де Фальи, пропагандировал творчество Исаакa Альбениса. В то же время любил исполнять сочинения Иоганна Себастьяна Баха и французских клавесинистов. Записал некоторые произведения Моцарта, Шумана, Дебюсси, Поля Дюка, Альбера Русселя и Эмманюэля Шабрие.
Начал преподавать в Парижской консерватории в 1914 году, с 1923 года профессор. В 1940 году в связи с еврейским происхождением уволен, во время Второй мировой войны вынужден был скрываться. Один из сыновей Леви, Филипп (1918—1944), участвовал в Движении Сопротивления, был схвачен и погиб в концлагере. В 1944—1953 гг. вновь профессор Парижской консерватории. Преподавал также в Нормальной школе музыки (1919—1939), а в 1950-е гг. в Schola Cantorum. Был членом жюри крупнейших международных пианистических конкурсов. Среди многочисленных учеников Леви разных лет — пианисты Клара Хаскил, Владо Перлмутер, Соломон, Мишель Плассон, Александр Юнинский, Ивонна Лорио, Анджей Чайковский; занимались фортепиано под его руководством также композиторы Джон Кейдж и Лукас Фосс, органист Марсель Дюпре и другие крупные музыканты.
Лазару Леви принадлежат разнообразные камерные сочинения, как для фортепиано соло, так и для органа, струнного квартета, флейты, гобоя, виолончели и скрипки.